# Juan III de Trebisonda
Juan III Comneno (en griego: Ἰωάννης Γ΄ Μέγας Κομνηνός, Iōannēs III Megas Komnēnos; c. 1321-1362) fue emperador de Trebisonda desde el 4 de septiembre de 1342 hasta el 3 de mayo de 1344. Fue hijo del emperador Miguel de Trebisonda (que había reinado por un día en 1341) y Acropolitissa, hija de Constantino Acropolites. El 4 de septiembre de 1342 Juan III derrocó a Ana de Trebisonda (1341- 1342) y ascendió al trono, con el apoyo de la familia Escolarios. En mayo de 1344 fue derrocado por su padre Miguel de Trebisonda.